# Meet El Presidente
Meet El Presidente è un singolo del gruppo musicale britannico Duran Duran, pubblicato nell'aprile 1987 come terzo estratto dall'album Notorious.
Fu il primo singolo del gruppo distribuito in formato compact disc, in una versione a quattro tracce denominata The Presidential Suit.

## Video musicale
Meet El Presidente è il terzo videoclip consecutivo diretto da Peter Kagan & Paula Greif, dopo quelli di Notorious e Skin Trade. Il video mostra i Duran Duran dal vivo durante lo Strange Behaviour Tour.

## Tracce
7" Single
1. Meet El Presidente – 3:38
2. Vertigo (Do the Demolition) – 4:43

12" Maxi
1. Meet El Presidente (The Presidential Suite) – 7:12
2. Meet El Presidente (Meet El Beat) – 5:31
3. Meet El Presidente (7" Version) – 3:39
4. Vertigo (Do the Demolition) – 4:43

## Formazione
Duran Duran
- Simon Le Bon – voce
- John Taylor – basso
- Nick Rhodes – tastiera

Altri musicisti
- Warren Cuccurullo – chitarra
- Andy Taylor – chitarra
- Nile Rodgers – chitarra
- Steve Ferrone – batteria
- The Borneo Horns – ottoni
- Curtis King – cori
- Brenda White-King – cori
- Tessa Niles – cori
- Cindy Mizelle – cori

## Classifiche
| Classifica (1987) | Posizione massima |
| ----------------- | ----------------- |
| Belgio (Fiandre)  | 13                |
| Germania          | 54                |
| Irlanda           | 13                |
| Italia            | 16                |
| Paesi Bassi       | 31                |
| Regno Unito       | 24                |
| Spagna            | 32                |
| Stati Uniti       | 70                |